# Portugália

прежний логотип авиакомпании

Companhia Portuguesa de Transportes Aereos SA, действующая как Portugália, — региональная авиакомпания Португалии со штаб-квартирой в городе Лиссабон, является дочерним подразделением национального авиаперевозчика страны TAP Portugal. Выполняет регулярные и чартерные из аэропортов Лиссабона и Порту по внутренним и международным направлениям в страны Европейского Союза.
Портом приписки авиакомпании и её главным транзитным узлом (хабом) является лиссабонский Международный аэропорт Портела, вторичным хабом и основным пунктом назначения в маршрутой сети перевозок — Международный аэропорт Франциско де Са Канейру в Порту.

## История

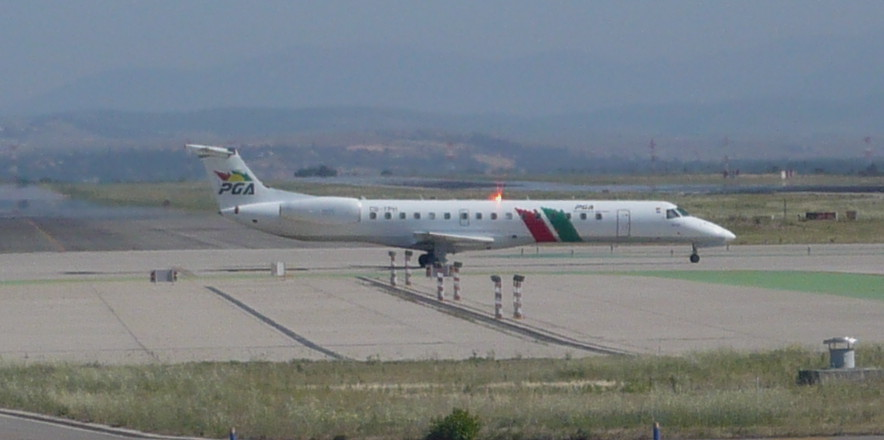
Embraer 145 авиакомпании Portugália

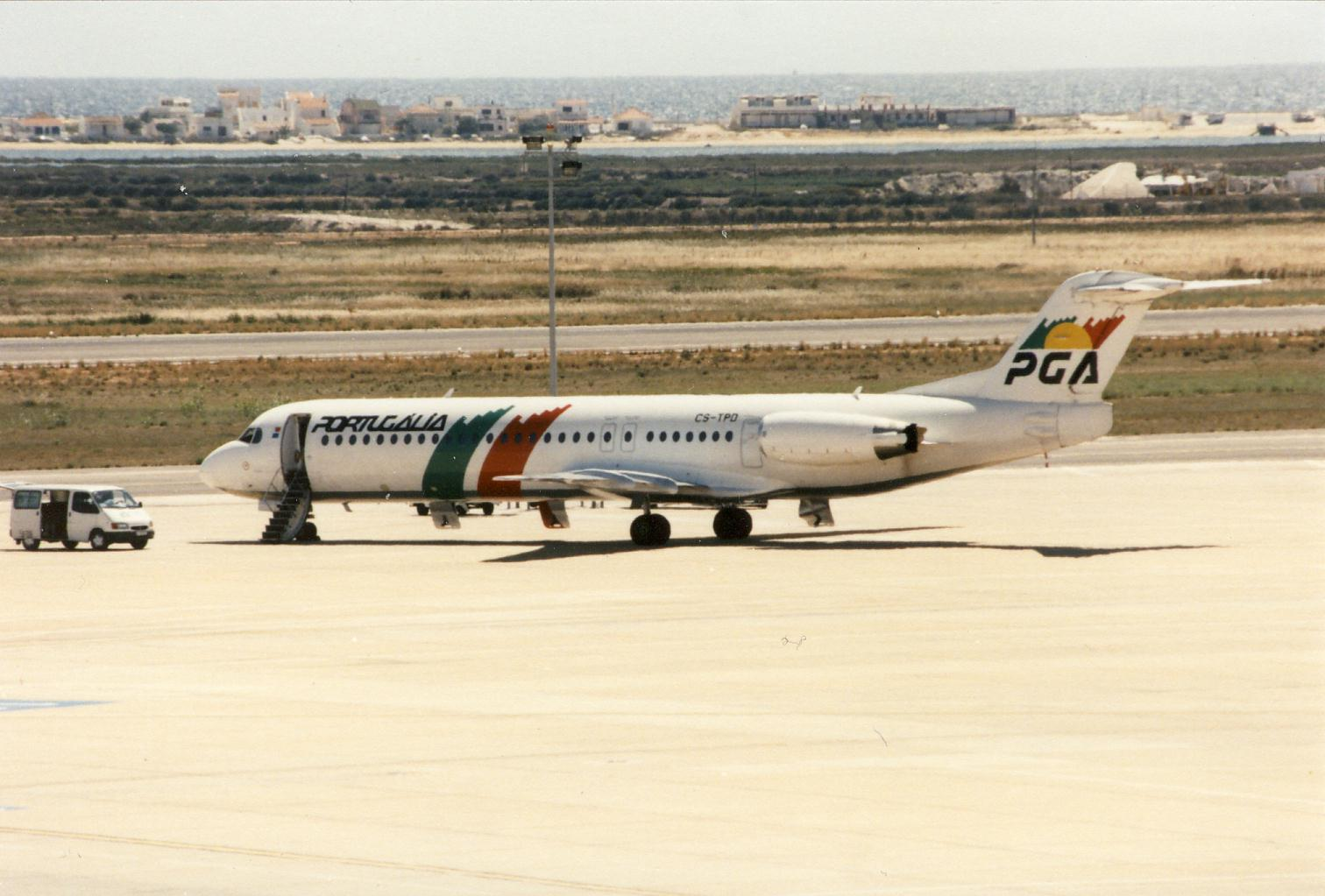
Fokker 100 Portugália

Авиакомпания Portugália была основана 25 июля 1988 года в форме акционерного общества, однако начала операционную деятельность только спустя два года в связи с длительной процедурой либерализации авиационных перевозок в странах Евросоюза. 7 июля 1990 года были совершены первые рейсы авиакомпании по регулярным маршрутам из аэропорта Лиссабона в города Порту и Фару. В дальнейшем деятельность перевозчика сосредоточилась главным образом на внутренних и международных чартерных пассажирских рейсах, поскольку регулярные рейсы за рубеж в тот момент не допускались запретами португальского законодательства.
Международные направления на постоянной основе вошли в маршрутную сеть авиакомпании в июне 1992 года открытием ряда регулярных рейсов из Лиссабона и Порту. 6 ноября 2006 года флагманская авиакомпания Португалии TAP Portugal в лице управляющего холдинга Grupo Espirito Santo объявила о приобретении 99,81 процентов акций Portugália и санкционировании данной сделки регулирующими органами правительства страны.
По состоянию на март 2007 года в авиакомпании Portugália работало 750 человек.
В 2008 года Portugália вошла в состав глобального авиационного альянса пассажирских перевозок SkyTeam, однако была вынуждена покинуть этот альянс, поскольку материнская авиакомпания TAP Portugal является полноправным членом конкурирующего альянса Star Alliance. В настоящее время рассматривается вопрос о присоединении Portugália к Star Alliance в качестве регионального партнёра пассажирских перевозок.

## Флот
По состоянию на декабрь 2018 года воздушный флот авиакомпании Portugália составляют следующие самолёты:

## Авиапроисшествия и несчастные случаи
11 августа 2001 года при рулении самолёта Fokker 100 в Международном аэропорту Портела сложилась левая стойка основных шасси. Никто из находившихся на борту лайнера не пострадал.